# Scandolara Ravara
Scandolara Ravara ist eine norditalienische Gemeinde mit 1286 Einwohnern (Stand 31. Dezember 2023) in der Provinz Cremona in der Lombardei. Die Gemeinde liegt etwa 23,5 Kilometer südöstlich von Cremona. 
Die Fraktion Castelponzone ist Mitglied der Vereinigung I borghi più belli d’Italia (Die schönsten Orte Italiens). 